# NATO-Gipfel in Bukarest 2008

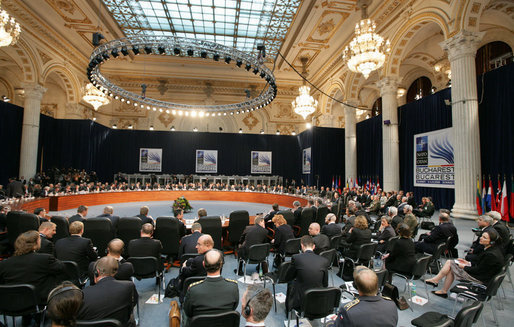
NATO-Gipfel in Bukarest 2008

Der NATO-Gipfel in Bukarest 2008 war der 20. NATO-Gipfel. Auf der diplomatischen Konferenz kamen die Staats- und Regierungschefs der Mitgliedsländer der Organisation des Nordatlantikvertrags vom 2. bis 4. April 2008 in Bukarest, Rumänien, zusammen.

## Ablauf
Der Gipfel war in erster Linie dem Krieg in Afghanistan gewidmet. Auf der Tagesordnung standen die Anerkennung des Kosovo, militärische Maßnahmen in Afghanistan, die Erweiterung des Bündnisses, der Beitritt Kroatiens, Albaniens und Mazedoniens sowie der Beitritt der Ukraine und Georgiens zur NATO. Die Beitrittsgesuche der Ukraine und Georgiens werden dort als wesentlich betrachtet, aber vertagt.
Im Januar 2008 sandte die Regierung unter Präsident Wiktor Juschtschenko einen formellen Brief an NATO-Generalsekretär Jaap de Hoop Scheffer mit der Bitte um Gewährung eines „Aktionsplans für die Mitgliedschaft“ (englisch: Membership Action Plan, abgekürzt MAP) für die Ukraine. Die Antwort von US-Verteidigungsminister Robert Gates lautete zunächst, dass eine NATO-Mitgliedschaft der Ukraine nicht auf der Agenda stünde. Bis März unterstützte die Bush-Regierung jedoch einen MAP für die Ukraine und Georgien. Präsident George W. Bush erklärte kurz vor dem Gipfel: „Die NATO-Mitgliedschaft muss allen europäischen Demokratien offen stehen, die sie anstreben und bereit sind, die mit der NATO-Mitgliedschaft verbundene Verantwortung mitzutragen.“ Eine Einigung zu dieser Frage konnte zwischen den Mitgliedern entgegen den üblichen Gepflogenheiten vor dem Gipfel nicht erzielt werden. Von 26 NATO-Mitgliedstaaten waren zwölf deutlich und drei etwas schwankend für ein MAP-Angebot an die Ukraine und Georgien. Ein Land war eher dagegen und zehn deutlich dagegen. Russland veröffentlichte seine Opposition gegen eine Aufnahme der Ukraine und Georgien im Außenpolitischen Konzept von Januar 2008.
Am ersten Tag des Gipfels wurden Albanien und Kroatien zu Beitrittsgesprächen eingeladen. Mazedonien erhielt ebenfalls eine Einladung, mit dem Vorbehalt, dass der Streit mit Griechenland über den Namen des Landes beigelegt werden würde.
Während des Gipfels lieferten sich der deutsche Außenminister Frank-Walter Steinmeier und Polens Außenminister Radosław Sikorski einen Schlagabtausch und Deutschland und Frankreich wandten sich mit Unterstützung Großbritanniens gegen eine Mitgliedschaft für die Ukraine und Georgien. Bundeskanzlerin Angela Merkel legte kurz vor der Eröffnung der Plenarsitzung einen Kompromissvorschlag vor, dass die Ukraine und Georgien zwar keinen MAP erhalten würden, dafür sollte in die Gipfelerklärung ein Satz aufgenommen werden, dass beide Länder NATO-Mitglieder werden würden. Die entsprechende Passage in der Erklärung lautete: „Die NATO begrüßt die euro-atlantischen Bestrebungen der Ukraine und Georgiens, die dem Bündnis beitreten wollen. Wir kamen heute überein, dass diese Länder NATO-Mitglieder werden.“

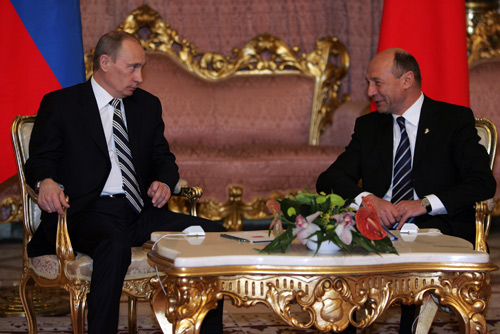
Wladimir Putin und der rumänische Präsident Traian Băsescu (4. April 2008)

Am nächsten Tag traf Wladimir Putin in Bukarest zu einem Treffen des NATO-Russland-Rates ein. Damit nahm zum ersten Mal ein russischer Präsident an einem NATO-Gipfel teil. In einer Rede vor den versammelten Regierungschefs bezeichnete er die Ukraine als „sehr komplizierten Staat“ der aus polnischem, tschechoslowakischem, rumänischem und insbesondere russischem Territorium zusammengefügt sei. Putin erkannte an, dass Russland kein Vetorecht in Sachen NATO-Mitgliedschaft habe, drohte zugleich jedoch, eine Mitgliedschaft der Ukraine könne die Existenz des Staates infrage stellen. In einem privaten Gespräch mit George W. Bush sagte er: „George, Sie müssen verstehen, dass die Ukraine noch nicht einmal ein Land ist. Ein Teil ihres Territoriums liegt in Osteuropa, und der größte Teil gehört zu uns.“ Putin erklärte zudem, das „Auftauchen eines mächtigen Militärblocks“ an seinen Grenzen sei „eine direkte Bedrohung“ für seine Sicherheit. Die Behauptung, dieser Prozess richte sich nicht gegen Russland, reiche nicht aus. Alexander Torschin, stellvertretender Vorsitzender des Föderationsrats, erklärte hingegen, die NATO habe eine vernünftige Entscheidung getroffen, Georgien und der Ukraine keinen MAP zu gewähren. Die Duma, das Unterhaus des russischen Parlaments, verabschiedete kurz darauf eine Erklärung, in der mit der Aufhebung des Vertrags zwischen Russland und der Ukraine von 1997 gedroht wurde, in dem die territoriale Integrität der Ukraine bekräftigt wurde, falls die Ukraine einen MAP erhalten würde.
Die Politikwissenschaftlerin Angela Stent kritisierte, dass der Kompromissvorschlag in der Gipfelerklärung in vielerlei Hinsicht das Schlimmste aus beiden Welten vereinte. Weder Georgien noch der Ukraine wurde ein MAP zugestanden, dennoch könne Russland behaupten, dass beide Länder früher oder später der NATO beitreten würden, und die Bündniszusage als Vorwand nutzen, um beide Länder zu destabilisieren. Im Rückblick sei dies ein unnötig provokanter Satz gewesen, der wenig dazu beigetragen habe, die Sicherheitslage der Ukraine oder Georgiens zu verbessern, dafür aber umso mehr Russland in dem Entschluss bestärkt habe, seine Vorherrschaft über den postsowjetischen Raum wiederherzustellen. John J. Mearsheimer schrieb, „der russische Einmarsch in Georgien im August 2008 sollte alle Zweifel an Putins Entschlossenheit ausgeräumt haben, den Beitritt Georgiens und der Ukraine zur NATO zu verhindern“ und kritisierte die NATO dafür, dass sie niemals öffentlich erklärt habe, das Ziel eines Beitritts von Georgien und der Ukraine aufzugeben.
Die NATO verabschiedete auf dem Gipfel ihren „Umfassenden Strategischen Politisch-Militärischen Plan“ (englisch: Comprehensive Strategic Political-Military Plan) für den Krieg in Afghanistan. In diesem Plan wurden vier Hauptthemen umrissen, die sich auf die Notwendigkeit eines langfristigen Engagements des Bündnisses, einer stärkeren afghanischen Führung, einer besseren internationalen Koordinierung und eines regionalen Ansatzes unter Einbeziehung Pakistans konzentrierten. Für die ISAF-Mission in Afghanistan bot Frankreich ein Truppenkontingent an. Frankreich trat ebenfalls der integrierten Kommandostruktur der NATO bei, die das Land 1966 verlassen hatte.